# Palora (kanton)
Palora – kanton w prowincji Morona-Santiago, w Ekwadorze. Stolicą kantonu jest Palora.